# Dakshin 24 Parganas
Dakshin 24 Parganas (dikwijls South 24 Parganas genoemd) is een district van de Indiase staat West-Bengalen. Het district telt 6.909.015 inwoners (2001) en heeft een oppervlakte van 9955 km².
Het district ligt ingeklemd tussen de metropool Calcutta in het noorden en de Golf van Bengalen in het zuiden. De Hooghly markeert de westgrens van het district. De hoofdstad van Dakshin 24 Parganas, Alipore, maakt deel uit van de grote stedelijke agglomeratie rond Calcutta.
Hoofdstad: Calcutta (Kolkata)
Districten:
Divisie Bardhaman: Birbhum · Hooghly · Paschim Bardhaman · Purba Bardhaman
Divisie Jalpaiguri: Alipurduar · Cooch Behar · Darjeeling · Jalpaiguri · Kalimpong
Divisie Malda: Dakshin Dinajpur · Malda · Murshidabad · Uttar Dinajpur
Divisie Medinipur: Bankura · Jhargram · Paschim Medinipur · Purba Medinipur · Purulia
Presidency divisie: Calcutta · Dakshin 24 Parganas · Haora · Nadia · Uttar 24 Parganas